# 村田千宏
村田 千宏（本名：村田 千宏，1991年12月9日—）是出身於日本埼玉縣的人才。屬於スペースクラフトジュニア的一員。血型是B型。身高163公分。
從幼年時期開始就在許多廣告與電視節目中演出。在天才兒童WIDE、天才兒童MAX裡作為TV戰士。與之前的山元竜一一樣演出了6年。在新人戰士的年度（2000年）中，使用本名「村田千宏」名義演出、但是從翌年（2001年）開始把藝名改成「村田千宏」（村田ちひろ／Chihiro Murata），這是為了把工作與私人生活區隔開。在2003年度的冬季公演『モンキー座のゴルゴ１３面相！』裡擔任主角。另外在2004年度的連續劇裡也作為固定班底而演出、並經常性地擔任星期四現場直播的主持人、，在2005年度中成為最年長且可靠的。在	小马戏团樂團裡更加活躍、延續前個年度經常性地擔任星期四現場直播的主持人、在各個方面活躍著。是相當受到觀眾歡迎的TV戰士。演員仲村トオル的女兒也是村田千宏的愛好者。
得意的運動是劍道。父親是劍道老師。村田千宏本人有3段的實力、在許多大會得到優勝並留下良好的成績。
家族全員都有從事劍道。
小名是「威力戰士——千宏（パワーファイターちひろ／Power Fighter Chihiro）」。
暱稱是小千（ちーちゃん）。
2005年12月－2006年2月在事務所的網誌裡公開日記。

## 主要演出作品
- NHK教育「天才兒童MAX」（2003年－2005年）
- NHK教育「天才兒童WIDE」（2000年－2002年）
- NHK BShi「忍たま！おじゃるだ！クイズ日本一」（2003年）
- 映画「落下する夕方」（1999年）
- 写真集 「羽根」（辰巳出版）
- DVD「ピュア☆ピュアイメージDVD３ 笑顔物語」（2005年）

## 外部連結
- スペースクラフト （页面存档备份，存于）